# Maria Enrica Spacca
Maria Enrica Spacca (née le 20 mars 1986 à L'Aquila) est une athlète italienne spécialiste du 400 mètres.

## Biographie
Elle termine deuxième du relais 4 x 400 m lors de la Super Ligue des Championnats d'Europe d'athlétisme par équipes 2009.
Maria Enrica Spacca détient le record national du relais 4 × 400 mètres, avec Chiara Bazzoni, Libania Grenot et Marta Milani, en 3 min 25 s 71 lors des Championnats d'Europe à Barcelone en 2010 où elles terminent troisièmes (quatrièmes avant la disqualification des Russes).
Le 8 juillet 2012, elle devient championne d'Italie du 400 m en 52 s 53, record personnel, à Bressanone.
Le 10 juillet 2016, Spacca remporte la médaille de bronze des Championnats d'Europe d'Amsterdam sur le relais 4 x 400 m en 3 min 27 s 49, sa première médaille internationale.
Le 19 août 2016, avec ses coéquipières Maria Benedicta Chigbolu, Ayomide Folorunso et Libania Grenot, elle bat le record national en 3 min 25 s 16 pour qualifier cette équipe pour la finale olympique, une première pour l'Italie.

## Palmarès
| Date | Compétition                       | Lieu           | Résultat | Épreuve   | Temps         |
| ---- | --------------------------------- | -------------- | -------- | --------- | ------------- |
| 2010 | Championnats d'Europe             | Barcelone      | 3e       | 4 × 400 m | 3 min 25 s 71 |
| 2011 | Championnats d'Europe en salle    | Paris          | 4e       | 4 × 400 m | 3 min 33 s 70 |
| 2013 | Jeux méditerranéens               | Mersin         | 1re      | 4 x 400 m | 3 min 32 s 44 |
| 2014 | Relais mondiaux de l'IAAF         | Nassau         | 6e       | 4 × 100 m | 3 min 27 s 44 |
| 2014 | Championnats d'Europe             | Zurich         | 7e       | 4 × 400 m | 3 min 28 s 30 |
| 2016 | Championnats d'Europe             | Amsterdam      | 3e       | 4 x 400 m | 3 min 27 s 49 |
| 2016 | Jeux olympiques                   | Rio de Janeiro | 5e       | 4 x 400 m | 3 min 27 s 05 |
| 2017 | Championnats d'Europe en salle    | Belgrade       | 4e       | 4 x 400 m | 3 min 32 s 87 |
| 2017 | Championnats d'Europe par équipes | Lille          | 6e       | 4 x 400 m | 3 min 29 s 84 |
| 2018 | Championnats du monde en salle    | Birmingham     | 5e       | 4 × 400 m | 3 min 31 s 55 |

## Records
| Épreuve    | Épreuve      | Temps   | Lieu       | Date            |
| ---------- | ------------ | ------- | ---------- | --------------- |
| 400 mètres | En plein air | 52 s 53 | Bressanone | 8 juillet 2012  |
| 400 mètres | En salle     | 53 s 00 | Ancone     | 26 février 2012 |